# Салона
 Тази статия е за древния град в Далмация.  За средновековния град в Гърция вижте Амфиса.  
Салона (на латински: Salona; на старогръцки: Σάλωνα) е главният град на античната римска провинция Далмация.
След разрушаването на предходния далматински главен град Делминилия (155 г. пр.н.е.), Салона постепенно се издига като важна римска колония и пункт, поради стратегическото си положение с пристанище. През 27 г. пр.н.е. получава статут на римска колония (на латински: Martia Julia Salona), обединявайки общностите на местните далмати, илири и жителите на адриатическите острови в съседство. При управлението на Флавиите е издигната в столичен провинциален център на провинция Далмация.
На 5 км югозападно от Салона е издигнат Spalatum с разкошния дворец на император Диоклециан, т.е. днес това е Солин до Сплит. Салона е разрушена от готите, но наново издигната от византийците. В 640 г. е повторно разрушена от аварите.